# TOHOSHINKI LIVE TOUR 2019 ~XV~
《TOHOSHINKI LIVE TOUR 2019 ~XV~》는 그룹 동방신기의 일본 데뷔 15주년을 기념하는 네 번째 일본 돔 투어이자 11번째 일본 전국 콘서트 투어이다.

## 개요
2019년 5월 23일, 동방신기 일본 공식 사이트는 일본 데뷔 15주년을 기념하는 4번째 5대 돔 투어 개최를 선언하였고 이후 각 사이트를 통한 4차레에 걸쳐 개시된 선행 예매와 10월 12일, 일반 예매가 야후재팬을 시작으로 r-ticket과 lawson 티켓을 통해 연이어 개시되었다. 또한 이에 앞서 개최된 〈TOHOSHINKI LIVE TOUR 2018 ~TOMORROW~〉 DVD 초회한정판에 수록된 시리얼 코드 등록을 통한 선행 예매가 진행된 바 있으며 9월 1일 이와 같은 투어 타이틀로 확정되었다.
뒤이어 동방신기는 당초 예정된 투어의 마지막 일정이었던 2020년 1월 19일, 일본 데뷔 만 15주년에 발맞춘 2일간의 도쿄 돔 추가 공연과 일본 데뷔 15주년 이벤트 개최를 선언한 바 있으나 코로나19 범유행의 장기화의 여파에 따른 보류 기간을 거쳐 12월 28일, 공식 홈페이지를 통해 취소를 발표하게 되었다.
동방신기는 총 14회에 걸친 본 투어를 통해 약 60만 명의 누적 관객을 기록하였으며 더 나아가 7회에 걸친 라이브 투어를 통해 554만명의 누적 관객을 기록하였다.

## 투어 일정
| 일정             | 도시     | 장소                      | 관객 수        |
| ---------------- | -------- | ------------------------- | -------------- |
| 2019년 11월 9일  | 후쿠오카 | 미즈호 PayPay 돔 후쿠오카 | 통산 80,000명  |
| 2019년 11월 10일 | 후쿠오카 | 미즈호 PayPay 돔 후쿠오카 | 통산 80,000명  |
| 2019년 11월 19일 | 도쿄     | 도쿄 돔                   | 통산 150,000명 |
| 2019년 11월 20일 | 도쿄     | 도쿄 돔                   | 통산 150,000명 |
| 2019년 11월 21일 | 도쿄     | 도쿄 돔                   | 통산 150,000명 |
| 2019년 12월 14일 | 삿포로   | 삿포로 돔                 | 40,000명       |
| 2019년 12월 21일 | 오사카   | 쿄세라 돔 오사카          | 통산 80,000명  |
| 2019년 12월 22일 | 오사카   | 쿄세라 돔 오사카          | 통산 80,000명  |
| 2020년 1월 11일  | 나고야시 | 반테린 돔 나고야          | 통산 120,000명 |
| 2020년 1월 12일  | 나고야시 | 반테린 돔 나고야          | 통산 120,000명 |
| 2020년 1월 13일  | 나고야시 | 반테린 돔 나고야          | 통산 120,000명 |
| 2020년 1월 17일  | 오사카   | 쿄세라 돔 오사카          | 통산 120,000명 |
| 2020년 1월 18일  | 오사카   | 쿄세라 돔 오사카          | 통산 120,000명 |
| 2020년 1월 19일  | 오사카   | 쿄세라 돔 오사카          | 통산 120,000명 |

## 세트 리스트
- Opening VCR -
- Hello
- Manipulate
- Crimson Saga (Mid-Term Ment)
- Disvelocity
- Six In The Morning

- VCR #2 -
- Master
- Hot Sauce
- 目隠し (눈가리개)
- ホタルの涙 (반딧불의 눈물)

- VCR #3 -
- Truth (JP)
- My Destiny

- Ment -
- Everyday
- 雪降る夜のバラード (눈 내리는 밤의 발라드)

- VCR #4 -
- B.U.T (BE-AU-TY)
- Hide & Seek

- Band & Dancer Introduction (ミラーズ) -
- Easy Mind
- Hot Hot Hot
- 大好きだった (정말 좋아했다)

- VCR #5 -
- Guilty
- Why? (Keep Your Head Down)

- Encore VCR (STILL) -
- Stay With Me Tonight
- Trigger
- Survivor
- Choosey Lover
- Summer Dream

- Ment -
- Somebody To Love
- Pay It Forward

- Ending -

## 취소된 일정
| 일정            | 도시 | 장소    | 비고            |
| --------------- | ---- | ------- | --------------- |
| 2020년 4월 25일 | 도쿄 | 도쿄 돔 | 코로나19 범유행 |
| 2020년 4월 26일 | 도쿄 | 도쿄 돔 | 코로나19 범유행 |

## 특이사항 및 에피소드
- 일본 데뷔 15주년을 기념하여 15년간 동방신기를 지지해준 팬들을 향한 감사의 의미를 담고자 중간 멘트를 통해 자신의 가장 가까이에 있는 사람들에게 전할 수 있는 감사의 표현을 주제로 이야기를 나눴다.
- 쿄세라 돔 오사카에서의 2020년 1월 19일 공연 실황이 BS스카파를 통해 생중계되었으며 이후 당초 DVD 촬영일은 도쿄 돔에서의 추가 공연 2일 차인 2020년 4월 26일로 예정되어 있었으나 코로나19 범유행의 여파에 따른 취소 결정에 따라 해당일의 공연 실황을 DVD에 긴급 수록하였다.
- LIVE DVD, Blu-ray 통상반에 수록된 〈Crimson Saga〉, 〈Hot Sauce〉, 〈目隠し〉, 〈Guilty〉, 〈Trigger〉등 이하 5곡의 멀티 앵글 수록곡 가운데 최강창민의 〈Trigger〉 수록본이 Blu-ray 자켓 뒷면 및 북클립의 수록 내용에 기재되어 있지 않아 논란을 일으켰다. 이후 에이벡스 공식 홈페이지를 통해 이와 관련된 사과문을 게재하였으며 자켓 인쇄상의 누락일 뿐 수록 내용의 이상은 없음을 밝혔다.
- 2021년 11월 14일 개최된 온라인 팬미팅 〈TOHOSHINKI THE GARDEN ~Online~〉을 통해 도쿄 돔 추가공연 전용으로 제작된 스페셜 VCR이 뒤늦게 공개되었다.

## 제작
- 동방신기 (유노윤호, 최강창민)
- 기획·제작 : 에이벡스 엔터테인먼트, SM 엔터테인먼트 재팬
- 협찬 : LIVEDAM Ai, LAWSON, BS스카파
- 총감독 : SAM